# フレデリック・エイベル
サー・フレデリック・オーガスタス・エイベル准男爵（英: Sir Frederick Augustus Abel, 1st Baronet、1827年7月17日 – 1902年9月6日）は、イギリスの化学者。姓はアーベルと表記されることもある。
火薬類の化学に関する権威。ニトロセルロースの安全な取り扱いに成功し、この物質が広く用いられるようになるきっかけを作った。また、デュワーと共同で無煙火薬の一種「コルダイト」を発明したが、その特許をめぐってノーベルに訴えられた。ほか、鉄鋼に関する研究なども行なった。

## 生涯
エイベルは1827年7月17日、ロンドンで生まれた。父親は音楽家、祖父はメクレンブルク＝シュヴェリーン大公に仕えた画家だったというが、エイベルはベルセリウスの教え子であった叔父の影響で自然科学を学ぶようになった。
1845年、創立されたばかりの王立化学カレッジでホフマンの薫陶を受けた。1851年までそこに留まり、次いで一時期、聖バーソロミュー病院で化学講師を務めた後にファラデーの後任として陸軍士官学校の化学教授となった。
1854年から1888年まで、エイベルはイギリス陸軍省と軍需品委員会づきの化学者として、主に火薬の研究を行なった。この間、1860年に王立協会の会員に、1877年に英国電気学会（IEE）を設立してその会長になった。
エイベルは1891年にナイトに、1893年には准男爵に叙された。そして1902年9月6日、ロンドンで死去した。

## 業績
1845年にシェーンバインが発見したニトロセルロースは、その不安定さのために実用とするのは極めて困難だった。エイベルは、ニトロセルロースの製造過程で用いられる硫酸と硝酸の残分を完全に除去すれば安定性が確保されることを示した。これにもとづいて、19世紀末から現在まで用いられているニトロセルロースの安定化工程を確立した。
1888年にエイベルは、政府によって爆発物委員会（新しい爆薬の開発を目的とする政府組織）の長に選ばれた。当時普及しつつあった高性能爆薬であるB火薬（1886年にヴィエイユによって発明）やバリスタイト（ノーベルによって発明）は保管中に変質してしまうなど多くの欠点があった。その問題を解決すべくエイベルとデュワーは研究をすすめ、1889年にコルダイトを発明した。これはニトログリセリンとニトロセルロースの混合物に安定剤としてワセリンを添加したもので、1891年にイギリス政府によって採用された。しかしこれは「ニトログリセリンとニトロセルロースの混合物」という点がバリスタイトと共通だったため、ノーベルは特許権の侵害だとして訴訟を起こした。最終的には貴族院まで持ち込まれた裁判の末、1895年にエイベルとデュワーの勝訴が確定した。
エイベルは同じく軍需品委員会や爆発物委員会の委員であったノーブルと、点火されたときの黒色火薬の振る舞いを研究し、黒色火薬の改良も行なった。
またイギリス政府の依頼をうけ、エイベルは「エイベル試験器」を考案した。これは石油の引火点を測定する器具で、1868年に議会によって公式の測定器具に指定された。

## 年表
- 1827年 - ロンドンで生まれる。
- 1845年 - 王立化学カレッジのホフマンの下で学ぶ。
- 1851年 - 王立陸軍士官学校の化学教授に就任。
- 1854年 - 陸軍省と軍需品委員会づきの軍事化学官となる。（ - 1888年）
- 1860年 - 王立協会フェロー選出。
- 1877年 - 英国電気学会（IEE）を設立し、会長に就任。
- 1885年 - ロンドンで行なわれた博覧会に関与。
- 1889年 - デュワーと共同でコルダイト火薬を発明。
- 1902年 - ロンドンで死去。

## 栄誉・受賞歴
- 1867年 - ベーカリアン・メダル受賞。
- 1887年 - ロイヤル・メダル受賞。
- 1891年 - ナイトに叙される。アルバート・メダル受賞。
- 1897年 - ベッセマーメダル受賞。
- 1893年 - 准男爵に叙される。

## 著書
- Handbook of Chemistry (C. L. Bloxamとの共著)
- Modern History of Gunpowder（1866年）
- Gun-cotton（1866年）
- On Explosive Agents（1872年）
- Researches in Explosives（1875年）
- Electricity applied to Explosive Purposes（1884年）

また、エイベルはブリタニカ百科事典第9版にいくつかの文章を執筆している。